# 蓮姫
蓮姫（れんひめ、天正10年（1582年） -  慶安5年7月21日（1652年8月24日）は、久留米藩初代藩主・有馬豊氏の正室。長沢松平家第9代当主・松平康直の娘であり、徳川家康の養女として有馬家に嫁いだ。連姫とも表記される（#表記節参照）。

## 表記
『幕府祚胤伝』では「御養女　蓮姫君」と表記されている。
『寛政重修諸家譜』では「連姫」と表記されている。

## 生涯
長沢松平家第9代当主・松平康直の長女として生まれる。母は本多広孝の娘。
『寛政重修諸家譜』によれば、慶長5年（1600年）6月に徳川家康の養女となって「連姫」を称し、有馬豊氏に嫁いだ。このとき、筑後国内に化粧料として7000石が与えられた。
家康の養女になった時期・婚姻の時期について、『幕府祚胤伝』では慶長7年7月17日に三田藩主有馬則頼が死去し、福知山藩6万石の大名であった豊氏が父の遺領2万石を加増された際、蓮姫が家康の養女として豊氏に嫁いだとする。『幕府祚胤伝』によれば、本多忠勝と家康側室の阿茶局（飯田氏・一位局・雲光院）が婚儀をつかさどった。
慶安5年（1652年）7月21日に死去。渋谷の祥雲寺に葬られた。法名は長寿院普光宗照大姉。

## 系譜
『寛政譜』によれば、父の松平康直の母（松平康忠の正室、矢田姫）は、松平広忠の娘。このため蓮姫は徳川家康の従姪にあたる。

### 子女
- 忠頼：久留米藩第2代藩主
- 信堅：徳川家光の小姓、従五位下長門守
- 頼次：徳川忠長に仕えて分家